# 둥근모꼴
둥근모꼴은 비트맵 글꼴 중 하나로, 김중태 IT문화원 원장이 제작하여 배포하였다. 한글과 로마자 모두 둥근모꼴이 존재하며 산세리프형이다. (다만 1, I, J, l 이 4개 문자는 세리프형이다.) 미려한 글꼴 모양으로 이야기와 같은 컴퓨터 통신 단말기 에뮬레이터에 많이 사용되었다.
라이센스는 퍼블릭 도메인이다. 지하철 전광판에서도 볼 수 있는 글꼴이다.

## 둥근모꼴이 사용된 소프트웨어들
- 이야기
- 새롬 데이타맨

## 비슷한 글꼴
- 과거 한글을 사용하는 도스 기반의 여러 응용 프로그램에 사용된 도깨비 디나루가 둥근모꼴과 비슷하다. 다만, 도깨비 디나루의 획이 각진 것과는 대조적으로 둥근모꼴은 획이 동글동글하다.

## 같이 보기
- 굵은체
- 짧은둥근모꼴